# Грейг, Джон Кейлер
Джон Кейлер Грейг (англ. John Keiller Greig; 19 июня 1881 года, Данди, Великобритания — 1971 года, Баллатер, Великобритания) — фигурист из Великобритании трёхкратный чемпион Великобритании 1907, 1909 и 1910 годов в мужском одиночном катании.

## Спортивные достижения
| Соревнования/Сезоны       | 1907 | 1908 | 1909 | 1910 |
| ------------------------- | ---- | ---- | ---- | ---- |
| Зимние Олимпиады          |      | 4    |      |      |
| Чемпионаты Европы         |      |      |      | 4    |
| Чемпионаты Великобритании | 1    |      | 1    | 1    |